# Nichttechnischer Verwaltungsdienst
Nichttechnischer Verwaltungsdienst bezeichnet in Deutschland eine Gruppe von Laufbahnen für Beamte, die verwandte Vor- und Ausbildungen voraussetzen. Sie umfassen ein breit gefächertes Aufgabenspektrum. So gehören zu diesen Laufbahnen nicht nur Aufgaben der allgemeinen und inneren Verwaltung, sondern auch spezialisierte Aufgaben z. B. in den Bereichen Zoll, Marktüberwachung, Finanzdienstleistungsaufsicht, Verkehrs- und Luftsicherheit, Archivdienst, Verwaltungsinformatik (AVwV zur BLV) und Sozialversicherung (sofern letztere Beamte haben).
Im Bund können Laufbahnen des nichttechnischen Verwaltungsdienstes in allen vier Laufbahngruppen eingerichtet werden (§ 6 Abs. 2 BLV). Daher bestehen folgende vier Laufbahnen:
- einfacher nichttechnischer Verwaltungsdienst
- mittlerer nichttechnischer Verwaltungsdienst
- gehobener nichttechnischer Verwaltungsdienst
- höherer nichttechnischer Verwaltungsdienst

Die Laufbahnbefähigung für eine Laufbahn des nichttechnischen Verwaltungsdienst wird durch die erfolgreiche Ableistung eines fachspezifischen Vorbereitungsdienstes (Laufbahnausbildung) oder durch Anerkennung erlangt. In der Laufbahngruppe des höheren Dienstes hat die Laufbahnbefähigung für den höheren nichttechnischen Verwaltungsdienst auch, wer die Befähigung zum Richteramt hat (§ 21 Abs. 2 BLV). Zur Anerkennung der Laufbahnbefähigung für die Laufbahnen des gehobenen und höheren nichttechnischen Verwaltungsdienstes ist ein fachlich entsprechendes Studium der Fächergruppen Rechts-, Wirtschafts- und Sozialwissenschaften gemäß der Hochschulstatistik des Statistischen Bundesamtes erforderlich. Seit dem 22. Dezember 2017 sind die Studienfächer Bibliothekswesen, Erziehungs- und Kommunikationswissenschaften, Psychologie und Publizistik dem nichttechnischen Verwaltungsdienst zugeordnet (davor: sprach- und kulturwissenschaftlicher Dienst). Das Studienfach Wirtschaftsinformatik ist je nach Schwerpunkt seit 2017 dem nichttechnischen oder technischen Verwaltungsdienst zugeordnet.

## Eingerichtete fachspezifische Vorbereitungsdienste
Für Laufbahnen des nichttechnischen Verwaltungsdienstes sind im Bund folgende Vorbereitungsdienste eingerichtet (Anlage 2 BLV):
- mittlerer nichttechnischen Verwaltungsdienst
  - mittlerer Dienst im Bundesnachrichtendienst (Verordnung)
  - mittlerer Zolldienst des Bundes (Verordnung)
  - mittlerer Steuerdienst des Bundes (Verordnung)
  - mittlerer Dienst im Verfassungsschutz des Bundes (Verordnung)
  - mittlerer nichttechnischen Dienst in der allgemeinen und inneren Verwaltung des Bundes (Verordnung)
  - mittlerer nichttechnischen Verwaltungsdienst in der Bundeswehrverwaltung (Verordnung)
  - mittlerer Auswärtigen Dienst (Verordnung)
  - mittlerer Bankdienst der Deutschen Bundesbank (Verordnung)
  - mittlerer Polizeivollzugsdienst in der Bundespolizei (Verordnung)

- gehobener nichttechnischer Verwaltungsdienst
  - gehobener Dienst im Bundesnachrichtendienst (Verordnung)
  - gehobener nichttechnischen Dienst des Bundes in der Sozialversicherung (Verordnung)
  - gehobener nichttechnischen Zolldienst des Bundes (Verordnung)
  - gehobener Steuerdienst des Bundes (Verordnung)
  - gehobener Archivdienst des Bundes (Verordnung)
  - gehobener Dienst im Verfassungsschutz des Bundes (Verordnung)
  - gehobener Verwaltungsinformatikdienst des Bundes (Verordnung)
  - gehobener nichttechnischen Dienst in der allgemeinen und inneren Verwaltung des Bundes (Verordnung)
  - gehobener nichttechnischen Verwaltungsdienst in der Bundeswehrverwaltung (Verordnung)
  - gehobener Auswärtigen Dienst (Verordnung)
  - gehobener Bankdienst der Deutschen Bundesbank (Verordnung)
  - gehobener Polizeivollzugsdienst in der Bundespolizei (Verordnung)
  - gehobener Kriminaldienst des Bundes (Verordnung)

- höherer nichttechnischer Verwaltungsdienst
  - höherer Archivdienst des Bundes (Verordnung)
  - höherer Auswärtigen Dienst (Verordnung)
  - höherer Bankdienst der Deutschen Bundesbank (Verordnung)
  - höherer Kriminaldienst den Bundes (Verordnung)

## Überführung der Laufbahnen besonderer Fachrichtung
Mit Inkrafttreten der neuen Bundeslaufbahnverordnung (BLV) im Jahr 2009 laufen die Laufbahnen besonderer Fachrichtung auf Bundesebene aus. Die im Folgenden aufgeführten Entsprechungen (Anlage 4 BLV) der alte Laufbahnen verdeutlichen auch das breite Aufgabenspektrum des nichttechnischen Verwaltungsdienstes:
- mittlerer nichttechnischer Verwaltungsdienst:
  - Archivdienst bei Abschluss der Berufsausbildung als Fachangestellte für Medien- und Informationsdienste, Fachrichtung Archiv
  - Mittlerer Dienst im Bundesnachrichtendienst
  - Mittlerer nichttechnischer Dienst des Bundes in der Sozialversicherung
  - Mittlerer Zolldienst des Bundes
  - Mittlerer Steuerdienst des Bundes
  - Mittlerer Dienst im Verfassungsschutz des Bundes
  - Mittlerer nichttechnischer Dienst in der allgemeinen und inneren Verwaltung des Bundes
  - Mittlerer nichttechnischer Dienst in der Wasserstraßen- und Schifffahrtsverwaltung des Bundes
  - Mittlerer Dienst der Fernmelde- und Elektronischen Aufklärung des Bundes
  - Mittlerer nichttechnischer Verwaltungsdienst in der Bundeswehrverwaltung

- gehobener nichttechnischer Verwaltungsdienst
  - Dienst in der gesetzlichen Krankenversicherung, Krankenkassendienst
  - Dienst in der gesetzlichen Unfallversicherung
  - Dienst als Sozialarbeiterinnen, Sozialarbeiter, Sozialpädagoginnen, Sozialpädagogen
  - Wirtschaftsverwaltungsdienst
  - Gehobener nichttechnischer Dienst in der Bundesagentur für Arbeit
  - Gehobener Dienst im Bundesnachrichtendienst
  - Gehobener Steuerdienst des Bundes
  - Gehobener Archivdienst des Bundes
  - Gehobener Dienst im Verfassungsschutz des Bundes
  - Gehobener nichttechnischer Dienst der Bundesvermögensverwaltung
  - Gehobener nichttechnischer Zolldienst des Bundes
  - Gehobener nichttechnischer Dienst in der allgemeinen und inneren Verwaltung des Bundes
  - Gehobener Dienst der Fernmelde- und Elektronischen Aufklärung des Bundes
  - Gehobener nichttechnischer Verwaltungsdienst in der Bundeswehrverwaltung

- höherer nichttechnischer Verwaltungsdienst
  - Gesellschafts- und sozialwissenschaftlicher Dienst
  - Raumordnungsdienst (bei Vorliegen der Berufsabschlussbezeichnungen Dipl.-Betriebswirt, Dipl.-Kaufmann, Dipl.-Soziologe und Dipl.-Volkswirt)
  - Stenographischer Dienst in der Parlamentsverwaltung
  - Wirtschaftsverwaltungsdienst
  - Höherer nichttechnischer Dienst in der Bundesagentur für Arbeit
  - Höherer Dienst im Bundesnachrichtendienst
  - Höherer Zolldienst des Bundes
  - Höherer allgemeiner Verwaltungsdienst des Bundes
  - Höherer Archivdienst des Bundes
  - Höherer Dienst im Verfassungsschutz des Bundes

## Weitere Laufbahnarten
Die Anzahl der früher auf Bundesebene bestehenden Laufbahnen wurde durch die neue Bundeslaufbahnverordnung aus dem Jahr 2009 von etwa 125 auf maximal acht Laufbahnen je Laufbahngruppe (höchstens 32) reduziert. Neben dem nichttechnischen Verwaltungsdienst können im Bund in den Laufbahngruppen folgende Laufbahnen eingerichtet werden (§ 6 Abs. 2 BLV):
- technischer Verwaltungsdienst,
- sprach- und kulturwissenschaftlicher Dienst,
- naturwissenschaftlicher Dienst,
- agrar-, forst- und ernährungswissenschaftlicher sowie tierärztlicher Dienst,
- ärztlicher und gesundheitswissenschaftlicher Dienst,
- sportwissenschaftlicher Dienst,
- kunstwissenschaftlicher Dienst.